# Гадап
Гадап (англ. Gadap) — техсил, расположенный в северо-западной части пакистанского города Карачи, столицы провинции Синд.

## Географическое положение
Техсил граничит граничит с рекой Хаб на западе, на севере и востоке с округом Даду и горным хребтом Киртхар. Гадап состоит из 8 союзных советов.

## Населения
В 1998 году население техсила составляло 289 564 человек.

## Власть
- Назим — Гулам Муртаза Балоч
- Наиб назим — Абдул Саттар Брохи
- Администратор — Ашфа Маллах